# لوئی گابریل سوشه
لوئی گابریل سوشه (فرانسوی: Duc d'Albuféra‎)، دوک آلبوفرا و مارشال امپراتوری اول فرانسه و یکی از موفق‌ترین فرماندهان ارتش بزرگ فرانسه طی جنگ‌های انقلاب فرانسه و جنگ‌های ناپلئونی بود.

## اوایل زندگی
سوشه در شهر لیون به دنیا آمد. در دوران انقلاب فرانسه او داوطلبانه به نیرو های سواره نظام گارد ملی ملحق شد و توانایی های او باعث ماندن او در ارتش شد.

## جنگ های انقلابیون
او در سال 1793 به عنوان سرگرد در نبرد تولان توانست ژنرال ارلز اوهارا را دستگیر کند ؛ ژنرال چارلز اوهارا همان شخصی بود که در جنگ انقلاب آمریکا تسلیم قوای واشینگتن شد.